# Grzegorz Łukawski
Grzegorz Łukawski (ur. w 1969 w Oświęcimiu) – polski aktor.

## Życiorys
Absolwent Liceum im. Stanisława Konarskiego w Oświęcimiu. W 1994 ukończył studia na Wydziale Aktorskim PWST w Krakowie, dyplom obronił w 1996.
Od 1994 aktor Teatru im. Słowackiego w Krakowie, zagrał m.in. w: Naszym człowieku Aleksandra Ostrowskiego w reż. Walerego Fokina (1994), Słowach Bożych Ramóna Maríi del Valle-Inclána w reż. Bartosza Szydłowskiego (1998), Płatonowie Antoniego Czechowa w reż. Grzegorza Wiśniewskiego (2000), Abelardzie i Heloizie Rogera Vaillanda w reż. Agaty Dudy-Gracz (2001), Idiocie Fiodora Dostojewskiego w reż. Barbary Sass (2002), Bułhakowie Macieja Wojtyszki (2002), Kaliguli Alberta Camusa w reż. Agaty Dudy-Gracz (2003), Weselu Stanisława Wyspiańskiego w reż. Gézy Bodolaya (2007), Ziemi obiecanej Władysława Reymonta w reż. Wojciecha Kościelniaka (2011), Maskaradzie Michaiła Lermontowa w reż. Nikołaja Kolady (2013), Dziejach upadków Honoré de Balzaca w reż. Małgorzaty Warsickiej (2016), Rabacji w reż. Jakuba Roszkowskiego (2017) i Ameri cane w reż. Mirka Kaczmarka (2020).
Na ekranie debiutował w 1995 rolą Filipa, młodego kochanka Hanki (Elżbieta Zającówna) w serialu Matki, żony i kochanki, zagrał także w kontynuacji serialu z 1998. W latach 2005–2006 występował w drugoplanowej roli Fiszera, kolegi Ksawerego w kilku odcinkach serialu Pensjonat pod Różą.

## Filmografia
- 1995: Matki, żony i kochanki – Filip, młody kochanek Hanki
- 1996: Szamanka – kolega Michała
- 1998: Matki, żony i kochanki 2 – Filip, młody kochanek Hanki
- 1999–2005: Historia filozofii po góralsku według ks. Józefa Tischnera – Diogenes, czyli Józek Bryjka
- 2000–2001: Klinika pod Wyrwigroszem – ochroniarz
- 2002: Anioł w Krakowie
- 2005: Zakochany Anioł – zbir
- 2005–2006: Pensjonat pod Różą – Fiszer „Ryba”, kolega Ksawerego
- 2001-2002: Na dobre i na złe – doktor Rafał Czernik, chirurg szczękowy (odc. 64, 65, 80, 88, 89, 104, 105, 108)
- 2007: Barwy szczęścia – doradca bankowy, u którego była Kasia Górka (odc.6 i 7)
- 2008: Godność
- 2011: Hotel 52 – Maciek (odc. 35)
- 2012: Wszystkie kobiety Mateusza – Jerzy Kapka, mąż Heleny
- 2012: Lekarze – Wirski, przedstawiciel fundacji (odc. 3)
- 2013: Prawo Agaty – rzeczoznawca Bogdan Staroń (odc. 47)
- 2019: Szóstka – pacjent (odc. 3, 4)
- 2020: Zakochani po uszy – lekarz (odc. 199, 200)